# 휴가역
휴가역(일본어: 日向駅, ひゅうがえき 휴우가에키[*])은 일본 지바현 산무시에 위치한 동일본 여객철도의 철도역이다.

## 역 구조
상대식 승강장으로, 2면 2선의 지상역이다. 저상 승강장이다. 역사에 한쪽 방향의 승강장이 붙어 있으며, 반대쪽 승강장과는 과선교로 연결된다. 승강장 번호는 보통 역사측에서부터 1번선, 2번선으로 번호가 정해지지만, 휴가 역의 경우 역사측 승강장은 2번선, 반대쪽은 1번선이다. 이전에는 목조 역사였으나, 지금은 구조를 간단화하여 다시 지었다. 나루토역의 관할권에 있으며, 지바 지사의 자회사 JR 지바 철도 서비스에 영업을 위탁한 업무위탁역이다. 간이 개찰기에서 스이카의 사용이 가능하다.

### 승강장
| 1 | ■ 소부 본선 | 사쿠라・지바 방면             |
| 2 | ■ 소부 본선 | 나루토・요카이치바・조시 방면 |

## 역사
역명은 1889년 4월 1일 성립된 무샤 군 휴가 촌에서 유래하였다. 규슈의 영제국 휴가국 (현재 미야자키현)과는 관계가 없다.
- 1899년 10월 12일 - 소부 철도의 야치마타역과 나루토역 간에 신설되었다.
- 1907년 9월 1일 - 국유화에 따라 일본국유철도의 소속이 되었다.
- 1962년 10월 1일 - 화물 취급이 중단되었다.
- 1974년 3월 15일 - 무인역이 되었다.
- 1987년 4월 1일 - 민영화에 따라 동일본 여객철도의 소속이 되었다.
- 1997년 7월 1일 - 업무위탁역이 되었다.
- 2001년 11월 18일 - 스이카의 사용이 가능해졌다.

## 인접정차역
| ■ 동일본 여객철도 소부 본선 | ■ 동일본 여객철도 소부 본선 | ■ 동일본 여객철도 소부 본선 |
| --------------------------- | --------------------------- | --------------------------- |
| 야치마타 지바 방면          | 보통                        | 나루토 조시 방면            |